# シボレー・タホ
タホ（TAHOE）は、GMが製造、シボレーブランドで販売している自動車である。

## 概要
GMは2つの異なるブランドで、シボレーでは1969年から「ブレイザー」、GMCでは1970年から「ジミー」の名でSUVを販売していた。両車は兄弟車であり、基本コンポーネントは共通である。ホイールベースが長い原型モデルとして、シボレーではサバーバン、GMCではユーコンXLがある。
1992年にジミーはユーコン、1995年にはシボレーはタホと改名した。ユーコンはカナダ北部のユーコン準州から、タホはカリフォルニアとネバダ州境にあるタホ湖から命名されている。この改名と同時に、それまでS-15 ジミー、S-10 ブレイザーとしていたコンパクトSUVの車名を、それぞれジミー、ブレイザーと変更した。この2車種は、本国では2005年に生産を終了しているが、シボレー・タホとGMC・ユーコンは現在もフルサイズSUVとして現行モデルが販売されている。
日本では、ヤナセが1992年4月に、後にタホとなるブレーザーシルバラード（型式 E-CK15B）を発売したが、1995年6月にS-10ベースのブレイザー（型式 E-CT34G）を導入した際、型式はそのままタホスポーツとして販売した。当時、本国にはタホの5ドアモデルや、ブレイザーの3ドアモデルもあったが、日本には正規輸入されていない。兄弟車であるGMCブランド車も日本には正規輸入されていない。

## 初代 (1991–2000年)
1991年発売。当初は3ドアモデルだけであったが、1995年に5/6ドアモデルを追加したのち、1996年にはトラック・オブ・ザ・イヤーを受賞した。タホ、ユーコン、サバーバンの3台はともに、GMT400プラットフォームをベースとしていた。このプラットフォームは、トラック本来のシャシーで、シボレー・C/Kなどのフルサイズピックアップトラックに使用されていた。また、この2台は、3/5ドア、FRとAWD、V8ガソリンエンジンとデトロイトディーゼル製V8ディーゼルエンジンをラインナップしていた。
メキシコでは、1995年に3ドアのタホがリリースされたが、名をシルバラードと言った。1998年には5ドアモデルが追加された。また、2000年にGMT800プラットホームをベースとするSUVが発売されると、2WDのタホ・リミテッドが顧客の要望に応じて生産された。

## 2代目 (2000-2006年)
2000年発売。従来の5.7Lエンジン（V8、255PS）に代えて、4.8L（270馬力）と5.3L（285馬力）の2種類のV8エンジンが搭載された。これらのエンジンはより小型になったにもかかわらずよりパワフルであった。同時にマニュアルトランスミッションが廃止となった。メキシコではタホがシボレー・ソノラと呼ばれていた。新型車では、グリルとヘッドライトのデザイン、そしてインテリアが一新された。また、ボディ・デザインもエアロダイナミックの影響を受けて流麗なラインを形成するものとなっていた。
2003年、「スタビリトラック」と呼ばれる横滑り防止装置が初めて導入された。
2004年には5.3L（295馬力）のエンジンが追加された。

## 3代目 (2007-2014年)
2005年末、2007年モデルとして発売。
2005年にGMとクライスラーがハイブリッドシステムの共同開発することに合意したことにより、同時にハイブリッドモデルの販売も開始した。同年11月、ロサンゼルスオートショーにおいて「グリーン・カー・オブ・ザ・イヤー」に選ばれた。
このモデルで初めて、メキシコでも「タホ」の名称を使用した。

## 4代目 (2014年-2020年)
2013年9月、ニューヨークにて新型モデルを発表したのち、翌年2月に発売。
特徴としては、「エコテック3」と呼ばれる直噴5.3LV型8気筒ガソリンエンジンを搭載、低負荷走行時に一部シリンダーを止める気筒休止システムを採用している。燃費は、先代モデルと比べて市街地燃費は約7％、高速燃費は約10％向上している。

## 5代目（2020年 -)
2019年12月10日にミシガン州デトロイトで発表されたが、新型コロナウイルスの影響を受け、アーリントン工場で生産され始めたのは2020年5月18日、ディーラーへは6月に入ってから届けられることとなった。
搭載するエンジンのバリエーションはサバーバンと共通で、低燃費エンジンとしてディーゼルエンジンのラインナップが20年ぶりに復活した。グレードは「RST」、「ハイカントリー」、「Z7 1」などがある。

## 日本国内における販売
- 初代モデルは3ドアモデルがヤナセからごく少数が輸入された。また、5ドアモデルも並行輸入されている。
- 2代目モデルは正規輸入されていないが、相当数が並行輸入されている。
- 3代目モデルは2008年2月に三井物産オートモーティブが正規輸入していた。なお、正規輸入モデルは型式取得のためサイドアンダーミラーが装着されている。